# 宋伊莉莎白
宋伊莉莎白醫師（英語：Elizabeth Blackburn Ferguson，1868年4月3日—1901年1月17日），又作Elizabeth Blackburn Christie、Elizabeth Christie、Christie、宋牧師娘、伊利莎白醫生、宋忠堅牧師娘、伊利沙伯、宋以利，是一位出身蘇格蘭格拉斯哥的醫師。她曾長年在南臺灣從事醫療及宣教工作。

## 生平

### 早年生活
Elizabeth Blackburn Christie出生於蘇格蘭格拉斯哥。她的父親是John Christie，他曾任醫師助理，後改任藥劑師；她的母親是Anne Margaret McAra Soutar；Elizabeth是長女，有三個弟弟，且日後都成為醫師。
在五歲時，Christie已開始閱讀。十九歲時，Christie入醫學院習醫五年。二十四歲時，Christie畢業並考取三重醫學學位（簡寫作L.R.C.P. & S., Ed.）。
1891年，Christie抵達臺灣並學習臺灣話；不久，她與宋忠堅相識並在香港於1892年1月9日結婚。

### 醫療工作
婚後，她與丈夫一同以臺南府城為根據地投入醫療及宣教工作。1893年6月4日，她在琉球嶼分娩產下女兒並命名為Hazel Lombay Ferguson。1894年10月11日，她在臺灣生下二子Ian Grant Ferguson；夫妻倆隨後雇用當地保母照顧小孩，並繼續前往各地進行醫療宣教工作。當時，她因是少數女性醫師之一且醫術精良，許多當地女性信賴且習慣給她診治；但是，她的所有診療服務全仰賴教会予以支援而不收受患者費用或餽贈。
1896年，她染得嚴重疫病，並與丈夫回鄉安養治療，又於家鄉產下三子Graeme Douglas Ferguson。1898年，她和丈夫帶著孩子再度前往臺灣。此後，她更加積極投入醫療志業，不分晝夜為人接生，並因此經常廢寢忘食；當時，英國女传教士協會（Women's Missionary Association）除每年捐款補助她的藥物費用外，也計畫為她募款設立婦女醫院。

### 過世
1900年12月，她在某次前往木柵（後屬高雄內門）途中再度染上重病。返回臺南府城後，她食欲不振並出現呕吐症狀，身體因而日漸虛弱。後來，她經新樓醫院安醫師（Dr. David Anderson）與築山揆一醫師會診，但仍未見好轉。1901年1月17日，她在新樓醫院病逝。1月19日，新樓醫院和長老教中學都為她舉辦追思禮拜，並隨後將遺體安葬在臺南府城拱辰門外公墓；同時，許多民眾前往為她送葬哀悼。

### 後事
宋忠堅牧師在安葬妻子後將子女全數送往她的娘家，復繼續於臺灣從事宣教工作。

## 紀念
- 2015年，麻豆新樓醫院新大樓完工，院方將其中一座禮拜堂命名為「宋伊莉莎白紀念禮拜堂」。[1]

## 外部鏈結
- 宋忠堅牧師娘（楊）（页面存档备份，存于）
- 宋忠堅牧師娘（甘、譯）（页面存档备份，存于）
- 宋牧師娘伊利莎白過往（页面存档备份，存于）
- 台灣初代女醫 伊利沙伯- 潘稀祺- 焚而不燬信仰資源分享（页面存档备份，存于）